# Elaeocarpus mastersii
Elaeocarpus mastersii är en tvåhjärtbladig växtart som beskrevs av George King. Elaeocarpus mastersii ingår i släktet Elaeocarpus och familjen Elaeocarpaceae. Inga underarter finns listade i Catalogue of Life.